# Pillan Mons
Il Pillan Mons è una struttura geologica della superficie di Io.